# Arnaudija-Moschee
Die Arnaudija-Moschee oder auch Defterdar-Moschee (bosnisch Arnaudija džamija; Džamija Hasana defterdara; Defterdarija džamija) in Banja Luka in Bosnien und Herzegowina ist eine im Bosnienkrieg zerstörte Moschee, die mittlerweile wieder aufgebaut wird.

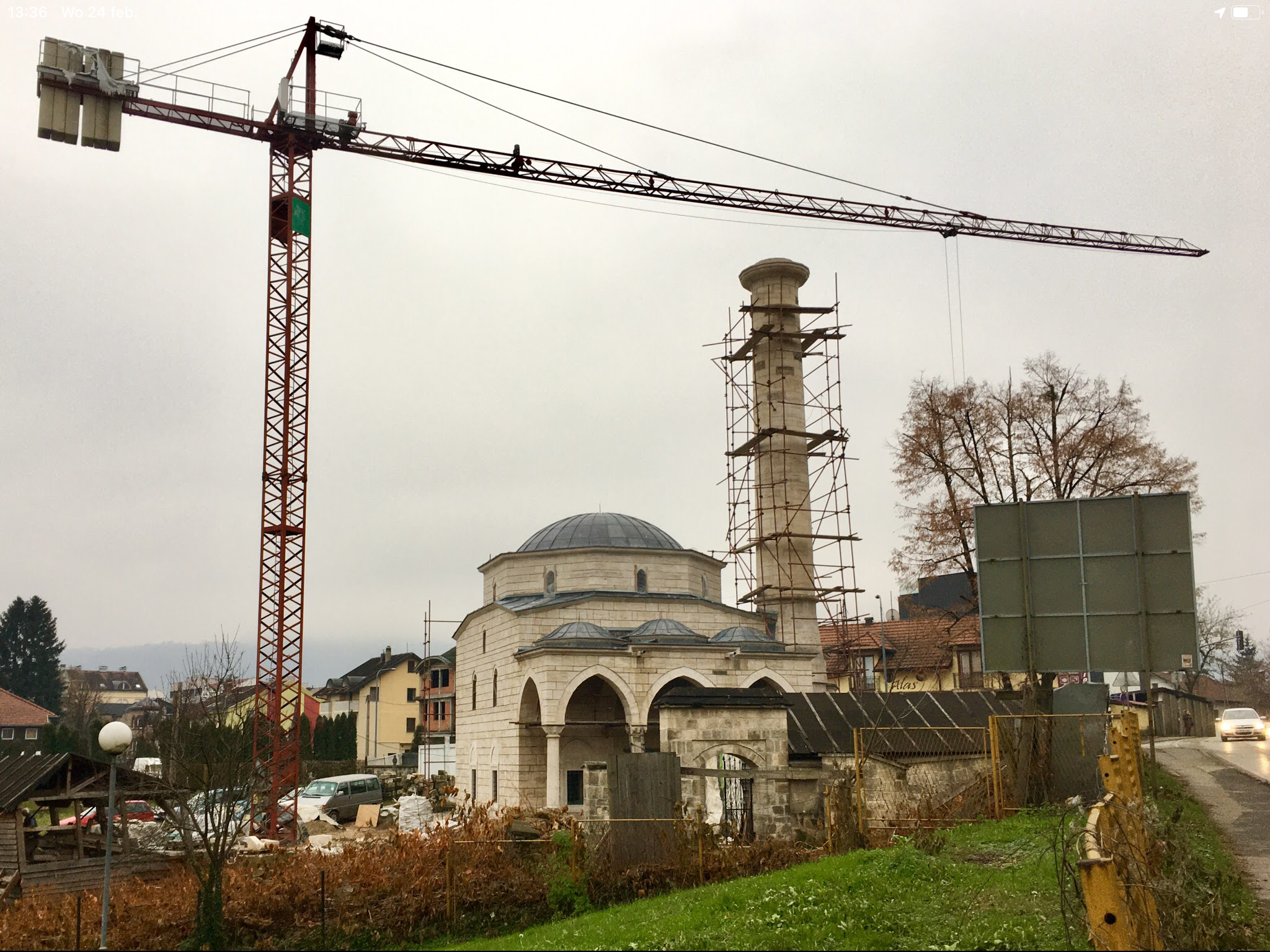
Wiederaufbau

## Geschichte
Die Moschee wurde vom Finanzminister des Paschalik Bosnien Hasan Defterdar während der Regierungszeit von Ferhat-Pascha Sokolović in Auftrag gegeben und von 1594 bis 1595 errichtet. In der Nacht zum 7. Mai 1993 wurde sie im Rahmen des Bosnienkrieges – fast gleichzeitig mit der ebenfalls von Sokolović stammenden Ferhadija-Moschee – gesprengt, ohne dass es zuvor zu Kriegshandlungen in Banja Luka gekommen war. Das Minarett überstand die erste Sprengung, wurde aber kurz darauf ebenfalls gesprengt. Das Gotteshaus stand auf der „Liste des kulturellen Erbes der Menschheit“. Mit der Nr. 696 wurden die Reste Moschee auf der Liste der nationalen Denkmäler (bosnisch Nacionalni spomenik Bosne i Hercegovine) registriert.
Seit April 2017 wird die Kuppelmoschee wieder aufgebaut. Auf Mülldeponien rund um Banja Luka fand man zuvor Teile der Arnaudija-Moschee wieder und trug diese zusammen, reinigte sie und bereitete so eine Wiederverwendung vor. Zunächst wurde vermeldet, die Moschee könne bereits Ende 2019 fertiggestellt werden. Während des durch eine türkische Stiftung finanzierten Wiederaufbaus kam es im April 2019 zur Schändung des Sakralbaus mit einem Hakenkreuz und dem häufig nationalistisch missbrauchten serbischen Kreuz, was international Aufsehen erregte. Durch die weltweite COVID-19-Pandemie, von der auch die Republika Srpska stark betroffen war, kam es zu weiteren Verzögerungen beim Wiederaufbau, so dass die Fertigstellung auf das Jahr 2021 verschoben wurde. Die Aufschiebung setzte sich auch in den folgenden Jahren fort.
Die Arnaudija war die letzte der 16 zerstörten Moscheen der Stadt, die wieder aufgebaut wurde. Ihre Wiedereröffnung erfolgte am 7. Mai 2024, dem 31. Jahrestag ihrer Zerstörung, in Anwesenheit des Großmuftis Husein Kavazović sowie des Präsidenten der Republika Srpska, Milorad Dodik, der die Zerstörung der Moschee verurteilte und für den Wiederaufbau dankte, da er zeige, dass man in Frieden zusammenleben könne.

## Anlage
Die Moschee im Stadtteil Donji Šeher, wurde im „klassischen“ osmanischen Stil errichtet und besaß eine Kuppel auf einem achteckigen Tambour und ein steinernes Minarett. Sie wurde von einem Portikus geziert. Besonders bekannt war sie für ihre kunstvollen Verzierungen im Inneren. Der Entwurf wird dem Umfeld von Mimar Sinan zugeschrieben, da sie verschiedenen türkischen Moscheen ähnele. Im Hof der Moschee wurde auch ein Brunnen und das Grab für Hasan vorgesehen. Dieses war eine in der Form eines kleinen Minaretts errichtete Türbe. Der Wiederaufbau soll ein identisches Aussehen erhalten.